# Mallada neus
Mallada neus är en insektsart som först beskrevs av Navás 1912.  Mallada neus ingår i släktet Mallada och familjen guldögonsländor. Inga underarter finns listade i Catalogue of Life.